# マラウイ鉄道

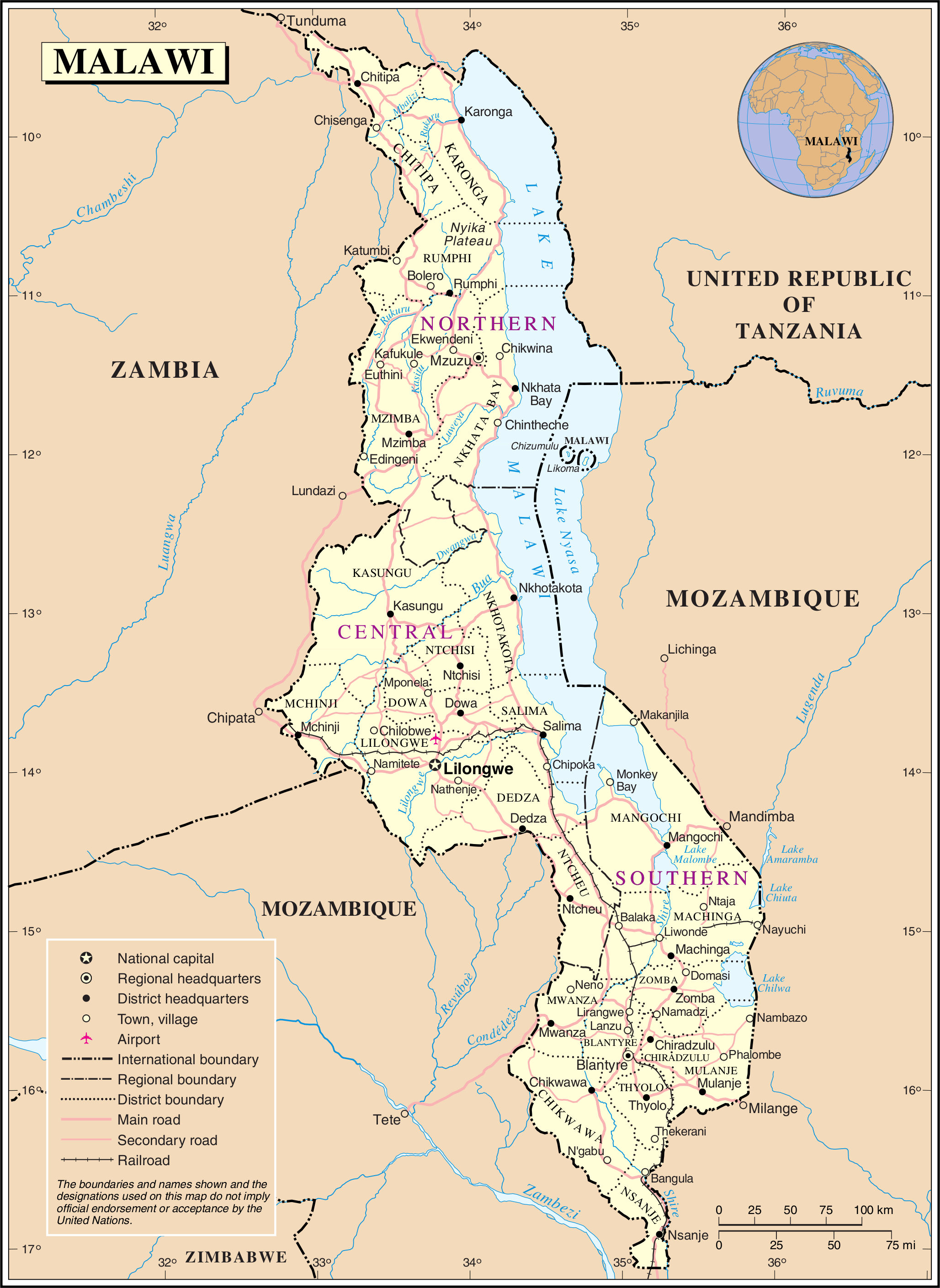
マラウイ全土の地図、マラウイ鉄道路線図も記載されている。

マラウイ鉄道（Malawi Railways）は、1999年に民営化されたマラウイの旧国営鉄道である。マラウイ中部州以南に鉄道網を敷設していたことで知られる。1999年12月1日に、アメリカを本拠地とする鉄道開発会社（Railroad Development Corporation：RDC）を主体とした中央東アフリカ鉄道（Central East African Railways）グループが、20年間に渡るマラウイ鉄道の運営権を取得した。これは、半官半民経営を除いた場合、アフリカで初の鉄道民営化例である。

## 概要
総延長は797km、軌間は1,067mmで、ザンビアとの国境に近いムチンジ県西部から、リロングウェを経由し、南部のブランタイヤやマカンガ（Makhanga）までの区間を運行していた。また、ンカヤジャンクション（Nkaya Junction）では、ナカラ回廊開発会社のナカラ回廊線と接続されており、ナユチ（Nayuchi）経由でモザンビークのナカラにある、インド洋に面した水深の深い港まで出ることができた。マカンガ南部からモザンビークのベイラに向かう線は、モザンビーク内戦（1977-1992）以降閉鎖となったままであり、再建の目処は未だ立っていない。
現在、路線をムチンジ県からザンビアのチパタまで延長する計画が提起されているが、この計画では最終的にムピカのタンザン鉄道へと接続することを目的としている。
貨物輸送は、主にナカラを経由して輸出を行っている。ナカラ経由で海外に輸出する主要な商品には、砂糖、タバコ、鳩豆や紅茶などがある。また、ナカラ経由で輸入される主な物品は、肥料、燃料、コンテナ化された消費財などのほか、植物油、穀物などの食品がある。また、政府補助金を受けた旅客鉄道サービスが週に3回行われ、ブランタイヤ県からムカンガ県とモザンビークのナユチ間の運行が行われている。

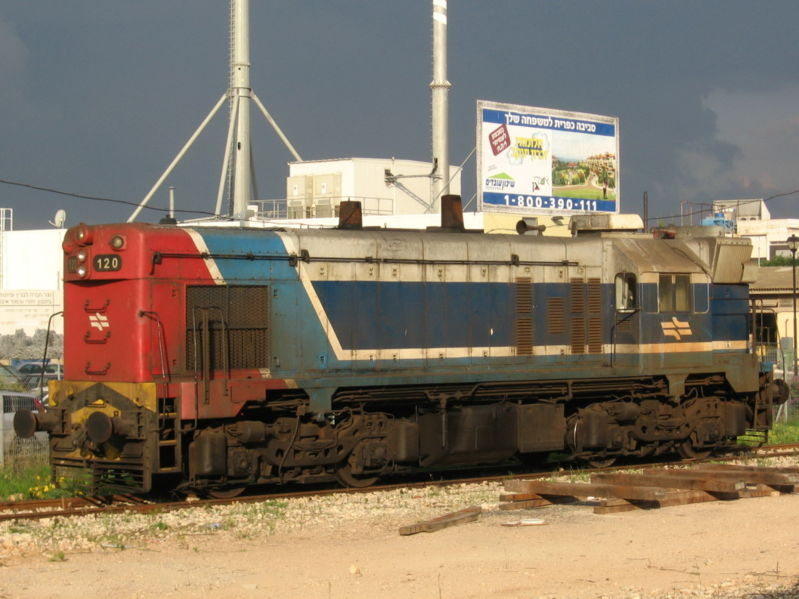
台湾から贈られたEMD G12型ディーゼル機関車（この写真はイスラエルの車両である）

2003年1月にはサイクロン・デルフィナ（Cyclone Delfina）の被害により、リビリビ橋（Rivirivi Bridge）が損傷したが、2005年になって復旧した。
なお、2005年1月にはナカラ港およびモザンビーク北部鉄道の経営権も中央東アフリカ鉄道協会が取得したため、今後一層の発展が期待されている。
2006年7月、台湾は4台のR20形 (EMD G12)ディーゼル機関車、機番R56、R57、R58、R59をマラウイ鉄道に提供した。